# Michel Ancel
Michel Ancel (nascido a 29 de março de 1972) é um designer de videojogos francês da Ubisoft, e o gerente criativo do estúdio da empresa em Montpellier. É mais conhecido por ter sido o criador da série Rayman, na qual foi o principal designer nos dois primeiros jogos, e nos mais recentes Rayman Origins e Rayman Legends. Também é conhecido pelo videojogo de culto Beyond Good & Evil e pela adaptação do filme King Kong de Peter Jackson. Actualmente está a trabalhar em Wild, um exclusivo para PlayStation 4 e em Beyond Good & Evil 2 com uma pequena equipa de produtores.
O primeiro titulo de Ancel, Mechanic Warriors, foi produzido pelo software Lankhor. Com 17 anos, Ancel juntou-se à Ubisoft como artista gráfico, e com essa função trabalhou em jogos como The Intruder and The Teller. Em 1992, começou e trabalhar em Rayman, a sua estreia como director.
Em Março de 2006, juntamente com Shigeru Miyamoto e Frédérick Raynal, foi nomeado Cavaleiro das Artes e Letras pelo Ministro Francês da Cultura e Comunicação, Renaud Donnedieu de Vabres. A primeira vez que produtores de videojogos tiveram essa distinção. Ancel também é reconhecido como um dos melhores designers da industria; ficou em #24 na lista dos "100 Melhores Criadores de Jogos" do IGN.

## Jogos
- Pick 'n Pile (1990)
- Rayman (1995)
- Tonic Trouble (1999)
- Rayman 2: The Great Escape (1999)
- Rayman Arena (2001)
- Beyond Good & Evil (2003)
- Peter Jackson's King Kong: The Official Game of the Movie (2005)
- Rayman Raving Rabbids (2006)
- Rayman Raving Rabbids 2 (2007)
- Rayman Origins (2011)
- Rayman Legends (2013)
- Beyond Good & Evil 2
- WiLD[4]